# 183182 Weinheim
183182 Weinheim este o planetă minoră (asteroid) din Mars-crossing asteroid⁠(d). A fost descoperită pe 30 septembrie 2002 la Weinheim de Lothar Kurtze⁠(d) și a fost numită după Weinheim. 
Obiectul prezintă o orbită caracterizată de o semiaxă mare de 2,4310367272213 UAi, o excentricitate de 0,32, o înclinație de 6,9 ° în raport cu ecliptica.